# Gisbert Ludewig
Gisbert Ludewig (* 18. Juli 1930 in Pirna) ist ein deutscher Kletterer. Er ist vor allem für eine Vielzahl an Erstbegehungen im Klettergebiet Sächsische Schweiz bekannt.

## Leben
Ludewig begann im August 1946 im Alter von 16 Jahren mit dem Klettern in der Sächsischen Schweiz, sein erster Gipfel war der Spitze Turm in den Schrammsteinen. In den Folgejahren entwickelte er sich zu einem der besten Kenner des Klettergebiets und führte über 850 Erstbegehungen von Kletterwegen als Vorsteiger durch. 17 Gipfel des Klettergebiets wurden von ihm erstbestiegen. Ludewig galt in seiner aktiven Zeit als Erstbesteiger vor allem als Experte für das Auffinden bislang unbekannter Quacken, also vor allem kleinerer und versteckt liegender Klettergipfel. Neben diesen eher in niedrigen Schwierigkeitsgraden liegenden Aktivitäten war Ludewig auch an vielen Erstbegehungen namhafter anderer Kletterer in höheren Schwierigkeitsgraden als Nachsteiger beteiligt. 1971 schaffte er es als dritter Bergsteiger überhaupt, alle damals anerkannten Klettergipfel der Sächsischen Schweiz zu besteigen. In den 1970er und 1980er Jahren gehörte er zur Seilschaft von Bernd Arnold, des damals besten sächsischen Kletterers und war an einer Vielzahl schwerer Erstbegehungen am oberen Rand der damaligen Leistungsskala beteiligt. Insgesamt war er bei fast 550 Erstbegehungen von Arnold in der Seilschaft vertreten.
1989 gehörte Ludewig zusammen mit Arnold zu den Neubegründern des Sächsischen Bergsteigerbunds (SBB) als Interessenvertretung der sächsischen Kletterer. Von 1990 bis 1991 war er Schatzmeister des SBB, ab 1992 bis 2002 Ausbildungsreferent. Seit Gründung des SBB war er zudem bis 2001 Vorsitzender der SBB-Ortsgruppe Pirna. Bereits vor Gründung des SBB hatte sich Ludewig ehrenamtlich für Belange der Bergsteiger und Kletterer engagiert und war u. a. in der Zentralen Fachkommission Felsklettern (ZFK Felsklettern) des DTSB aktiv gewesen. 2005 ernannte ihn der SBB zum Ehrenmitglied.
Beruflich absolvierte Ludewig nach dem Abitur zunächst eine Lehre als Elektriker, gefolgt von einem Studium der Elektrotechnik. Als Projektingenieur arbeitete er bis zum Ruhestand im Strömungsmaschinenbau Pirna. Ludewig ist verheiratet und hat eine Tochter.

## Wichtige Erstbegehungen und Erstbesteigungen
Ludewig war u. a. an folgenden Erstbegehungen von Bernd Arnold beteiligt:
- Nonnengärtner, Wand der Abendröte (Sächsischer Schwierigkeitsgrad IXb)
- Südliche Pfaffenschluchtspitze, 1000-Mark-Wand (IXc)
- Großer Wehlturm, Wand im Morgenlicht (IXc)
- Amselspitze, Schallmauer (Xa)
- Teufelsturm, Schwarz und Weiß (IXb)
- Schwedenturm, 6. Versuch (Xb)
- Heringstein, Barometer für Stimmungen (Xc)
- Falkenstein, Buntschillernde Seifenblase (IXc)
- Rokokoturm, Garten Eden (Xc)
- Zyklopenmauer, Zyklopenwand (Xb)

Weitere Erstbegehungen als Nachsteiger waren u. a.:
- Kleiner Halben, Nordwestwand (VIIc), Vorsteiger: Hans Peuker
- Wolfsspitze, Meisterschreck (IXa), Vorsteiger: Hermann Potyka
- Hafersackkrone, Olympiawand (VIIIa), Vorsteiger: Hermann Potyka
- Basteischluchtturm, Peukers Problem (VIIIb) Vorsteiger: Horst Diewock

Zu den eigenen Erstbegehungen Ludewigs zählen u. a.:
- Brandkopf, Wundervolle Welt (VIIIa)
- Verlassene Wand, Highway (VIIIa)
- Plattenstein, Feine Verschneidung (VIIc)
- Steinbruchnadel, Präsent (VIIb)
- Spanische Wand, Polenzkante (VIIa)

Von Ludewig in der Sächsischen Schweiz erstbestiegene Gipfel sind u. a.:
- Zschandgendarm
- Untertan
- Zitadelle
- Affenstein
- Urvieh
- Brechstange
- Seife
- Yeti
- Prinz Karneval

## Veröffentlichungen
- Der Elbsandsteinführer Band 2 (gemeinsam mit Bernd Arnold und Karl Däweritz), Panico Alpinverlag 1992